# Róża Benzefowa

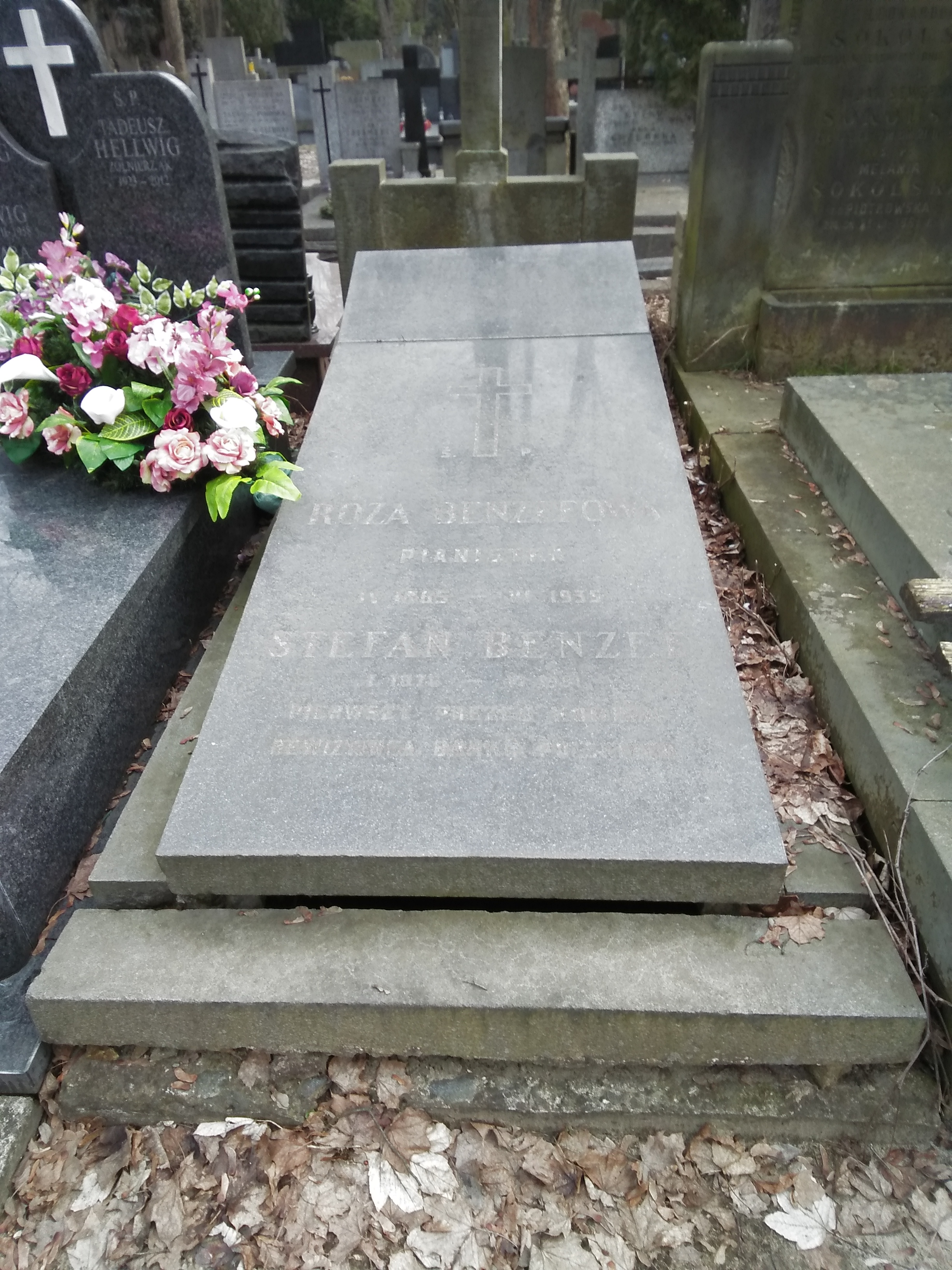
Grób Róży Benzefowej i jej męża Stefana na cmentarzu Powązkowskim

Róża Benzefowa (z domu Rozenbaum) (ur. 1885, zm. 28 czerwca 1935 w Warszawie) – polska pianistka pochodzenia żydowskiego. 

## Życiorys
Naukę gry na pianinie pobierała w warszawskim Instytucie Muzycznym, jej nauczycielami byli Aleksander Michałowski i Henryk Melcer-Szczawiński. Dyplom ukończenia otrzymała w 1904, od 1910 koncertowała jako solistka, trzykrotnie z orkiestrą Filharmonii Warszawskiej. Od 1912 przez dwa lata uczyła gry na fortepianie w Liceum Muzycznym Lucjana Marczewskiego. W okresie międzywojennym sporadycznie koncertowała, m.in. występowała w Polskim Radiu. Róża Benzefowa była członkiem honorowym komisji zarządzającej Stypendium im. Henryka Melcera przy Państwowym Konserwatorium Muzycznym w Warszawie. W 1922 wspólnie z mężem Stefanem Benzefem utworzyła Komisję Zapomogową jego imienia zwaną też Fundacją Benzefów, która działała przy wsparciu Polskiej Akademii Umiejętności, Towarzystwa Naukowego Warszawskiego i Kasy Mianowskiego. Fundowali stypendia osobom, które działały „ku pożytkowi narodu i Państwa Polskiego”. Spoczywa na cmentarzu Powązkowskim (kwatera 284a wprost-4-20). 